# Roche Crabe
La Roche Crabe est un monument historique de Guyane situé dans la ville de Camopi.
Le site est inscrit monument historique par arrêté du 8 mars 2002.